# Rickard Wallin
Carl Rickard Wallin (ur. 9 kwietnia 1980 w Sztokholmie) – szwedzki hokeista, reprezentant Szwecji.

## Kariera
- Västerås J20 (1996-1997)
- Färjestad J20 (1997-1999)
- IF Troja-Ljungby (1999-2000)
- Färjestad (1999, 2000-2002)
- Houston Aeros (2002-2005)
  -  Minnesota Wild (2002, 2004)
- Färjestad (2005-2006)
- HC Lugano (2006-2007)
- Färjestad (2007-2009)
- Toronto Maple Leafs (2009-2010)
- Färjestad (2010-2016)
- HC Flyers (2016/2017)
- Arvika HC (2018/2019)

Wychowanek klubu Västerås IK. Wieloletni zawodnik Färjestad. Od maja 2010 ponownie zawodnik tego klubu. Od 2010 do 2013 kapitan drużyny. W maju 2014 i w marcu 2015 przedłużał kontrakt z klubem o rok. Po sezonie 2015/2016 zakończył karierę.
Uczestniczył w turniejach mistrzostw świata w 2007, 2008, 2009, 2010, 2011.

## Sukcesy i nagrody
Reprezentacyjne
- Złoty medal mistrzostw Europy juniorów do lat 18: 1998
- Brązowy medal mistrzostw świata: 2009, 2010
- Srebrny medal mistrzostw świata: 2011

Klubowe
- Srebrny medal mistrzostw Szwecji: 2001, 2014 z Färjestad
- Złoty medal mistrzostw Szwecji: 2002, 2006, 2009, 2011 z Färjestad
- Mistrzostwo dywizji AHL: 2003 z Houston Aeros
- Norman R. „Bud” Poile Trophy: 2003 z Houston Aeros
- Mistrzostwo konferencji AHL: 2003 z Houston Aeros
- Puchar Caldera: 2003 z Houston Aeros
- Puchar European Trophy: 2006 z Färjestad
- Finalista European Trophy: 2012 z Färjestad

Indywidualne
- Elitserien 2000/2001:
  - Pierwsze miejsce klasyfikacji strzelców w fazie play-off: 11 goli
- Mistrzostwa Świata w Hokeju na Lodzie 2010/Elita:
  - Piąte miejsce w klasyfikacji +/- turnieju: +7